# Eccolo qua il Natale - Una notte tra tante
Eccolo qua il Natale - Una notte tra tante è un singolo del cantautore italiano Cesare Cremonini, pubblicato il 1º dicembre 2015.

## Descrizione
Pubblicato come singolo natalizio annuale di Radio Deejay, è stato scritto e composto da Cesare Cremonini insieme a Tropico e Alessandro Magnanini e pubblicato in due versioni: una cantata dal solo Cremonini e l'altra cantata dallo stesso insieme alla redazione dell'emittente radiofonica, firmatasi con il nome "Massena Boys". L'intero ricavato delle vendite del brano sono state devolute ai bambini del Dynamo Camp, che accoglie per periodi di vacanza e attività ricreative bambini e ragazzi affetti da patologie gravi e croniche. Tra i "Massena Boys" si trovano Linus, Nicola Savino, Alessandro Cattelan, Federico Russo, Marisa Passera, Vic, Digei Angelo, Fabio Volo, Albertino, il Trio Medusa, Luciana Littizzetto, Rudy Zerbi, La Pina, Diego Passoni, Ivan Zazzaroni, Fabio Caressa, Laura Antonini, Frank e Sarah Jane Ranieri.
Il direttore di Radio Deejay Linus ha così descritto il brano:

## Video musicale
Il video ufficiale del brano, ideato da Matteo Curti e Davide Fara, vede la partecipazione della redazione di Radio Deejay e di Cesare Cremonini, con un'ambientazione ispirata ai tipici racconti natalizi di Charles Dickens.

## Tracce
Testi e musiche di Cesare Cremonini, Alessandro Magnanini, Davide Petrella.
1. Eccolo qua il Natale - Una notte tra tante – 3:50
2. Eccolo qua il Natale - Una notte tra tante (DeeJay) – 3:50

## Classifiche
| Classifica (2015) | Posizione massima |
| ----------------- | ----------------- |
| Italia            | 2                 |